# Chao Phraya Express Boat

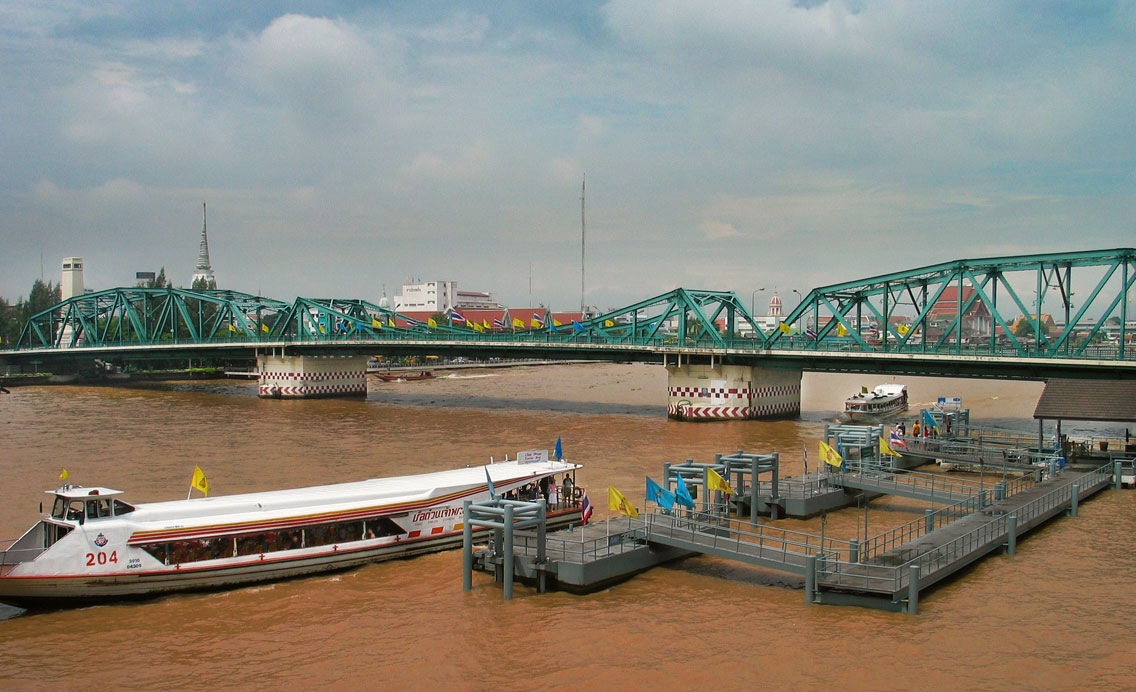
Un'Express Boat al pontone di Tha Saphan Phut, nei pressi del ponte Phra Phutta Yodfa e del centro cittadino

Chao Phraya Express Boat (in thailandese เรือด่วนเจ้าพระยา, Ruea Duan Chao Phraya; letteralmente: "imbarcazione veloce del Chao Phraya") è un servizio di imbarcazioni adibite al trasporto pubblico locale fluviale di passeggeri sul Chao Phraya, il fiume che bagna Bangkok, in Thailandia. Il termine Chao Phraya Express Boat indica il servizio, la compagnia che lo offre e le imbarcazioni impiegate. È molto simile al servizio del vaporetto a Venezia, sia per tipologia di imbarcazioni che per la frequenza delle fermate.
Le imbarcazioni operano tra la zona centro-meridionale di Bangkok e la provincia di Nonthaburi, nell'hinterland settentrionale della capitale. Vi sono a Bangkok altri servizi di trasporto pubblico fluviale, come le barche passeggeri Khlong Saen Saep, che insieme alla metropolitana cittadina e ai treni sopraelevati (BTS Skytrain e Airport Rail Link) sono i mezzi più efficaci per evitare il caotico traffico stradale di Bangkok, che raggiunge livelli particolarmente intensi nelle ore di punta.

## Azienda
La Chao Phraya Express Boat Co., Ltd. (CPEX) fu fondata nel settembre 1971 da Khunying Supatra Singhulaka, che ottenne l'autorizzazione per il trasporto passeggeri dal Dipartimento dei porti. Nel corso degli anni la società si è consolidata cercando di migliorare il servizio, le rotte e la sicurezza in osservanza alle direttive di governo.
Secondo quanto riportato sul suo sito-web ufficiale, a tutto il 31 agosto 2015 la compagnia opera tra i moli di Nonthaburi e Ratburana, che distano 21 km, con una flotta di 65 imbarcazioni, di cui 50 normali e 15 più grandi. La portata media è di 200 passeggeri per barca (i vaporetti veneziani hanno la portata tra 210 e 229 passeggeri.) Nel 2014 venivano trasportati dai 35.000 ai 40.000 passeggeri al giorno e circa 13 milioni e mezzo ogni anno. I moli in cui si fermano le barche sono 39.

## Servizi, fermate e orari

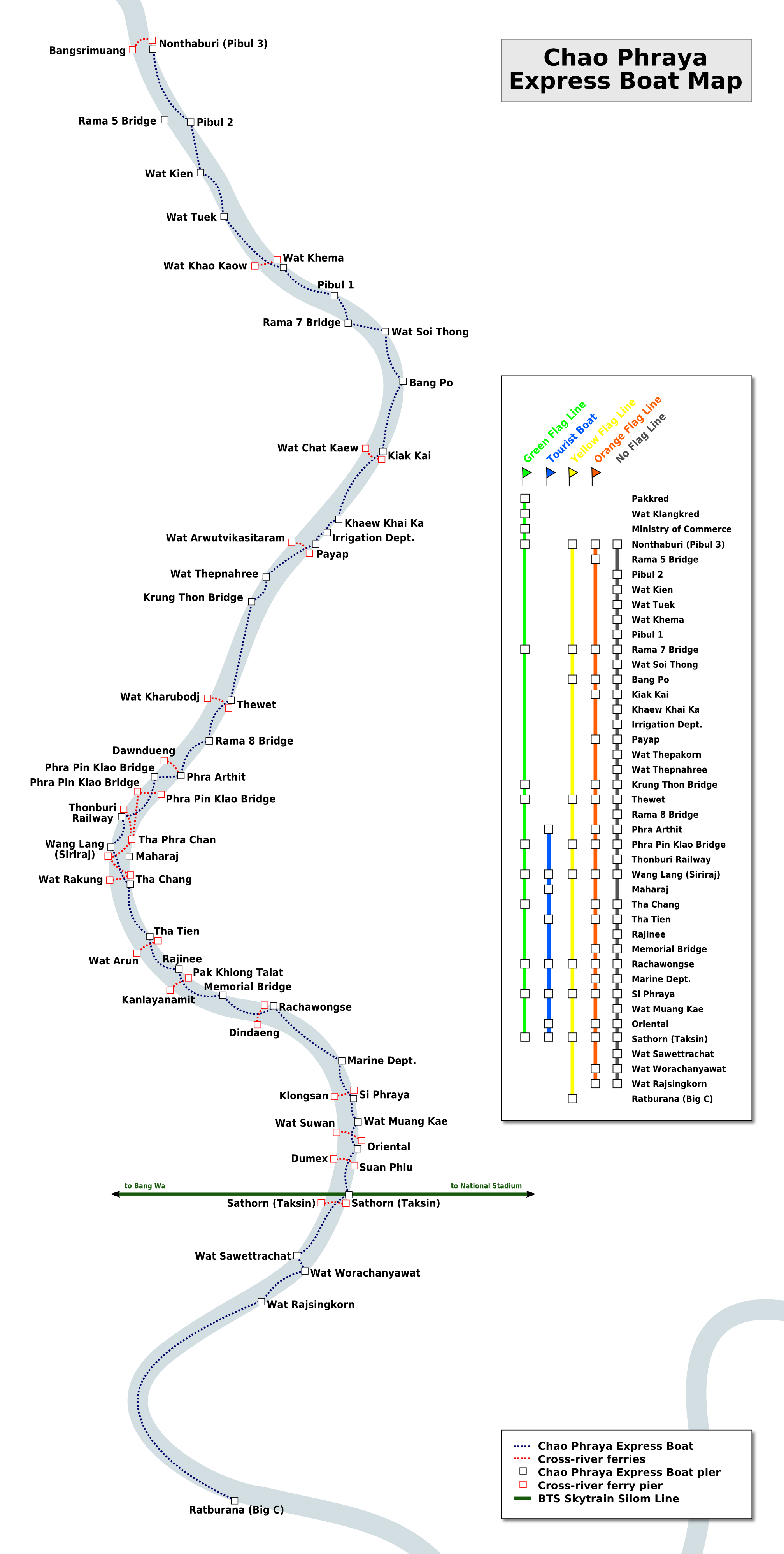
Mappa dei moli dove fermano le Express Boat

### Standard per pendolari e turisti
A tutto il giugno del 2021, vi erano 5 diversi tipi di servizi standard offerti, 2 dei quali erano sospesi, erano inoltre sospesi i servizi di domenica e negli altri giorni festivi:
1. Linea locale senza bandiera: andata e ritorno dal molo di Nonthaburi al molo Wat Rajsingkorn fermando in un totale di 34 moli per ogni tratta (dal lunedì al venerdì; orari dalle 6:20 alle 8:20 e dalle 15:00 alle 17:30) Servizio sospeso al giugno 2021.
2. Express Boat con bandiera arancione: da lunedi a venerdì orari dalle 6:00 alle 19,00 con andata e ritorno dal molo di Nonthaburi al molo Wat Rajsingkorn e viceversa fermando in un totale di 34 moli per ogni tratta. Al sabato 2 viaggi con partenza alle 9:00 e alle 10:00 da Nonthaburi a Wat Rajsingkorn; 4 viaggi tra Wat Rajsingkorn e Prannok e viceversa con partenze tra le 11:00/11:30 e le 14:00/14:30; 2 viaggi con partenza alle 15:30 e alle 16:30 da Wat Rajsingkorn a Nonthaburi. Tariffa fissa 15 baht per viaggio.
3. Express Boat con bandiera gialla: 8 viaggi da Nonthaburi a Sathorn con partenze tra le 6:00 e le 8:05; da Sathorn a Nonthaburi 7 viaggi con partenze dalle 17:00 alle 19:05. Ferma in un totale di 16 moli per ogni tratta. Tariffa fissa 20 baht per viaggio.
4. Express Boat con bandiera verde: dal lunedì al venerdì 4 viaggi da Pak Kret a Sathorn con partenze dalle 6:10 alle 7:40; 4 viaggi da Sathorn a Pak Kret con partenze dalle 16:20 alle 17:45. Ferma in un totale di 21 moli per ogni tratta. Tariffa chilometrica tra 13 e 32 baht per viaggio.
5. Express Boat con bandiera rossa: su barche catamarano con aria condizionata. Dal lunedì al venerdì tra Nonthaburi e Sathorn. Tariffa fissa 30 baht per viaggio. Servizio sospeso al giugno 2021.

### Speciali per turisti
L'azienda offre ai turisti barche speciali con guide turistiche che illustrano i siti da visitare lungo il fiume:
- Chao Phraya Tourist Boat (orario dalle 9,30 alle 16,00): andata e ritorno tra il molo Sathorn e il molo Phra Arthit per un totale di 8 moli per ogni tratta. Tariffa fissa 150 baht per un numero illimitato di viaggi giornalieri.

### Crociere e barche in affitto
Altre proposte sono le crociere e le barche in affitto, con tariffe che variano a seconda delle opzioni e delle imbarcazioni scelte.